# Deroca hyalina
Deroca hyalina är en fjärilsart som beskrevs av Walker 1855. Deroca hyalina ingår i släktet Deroca och familjen sikelvingar. Inga underarter finns listade i Catalogue of Life.